# Osram

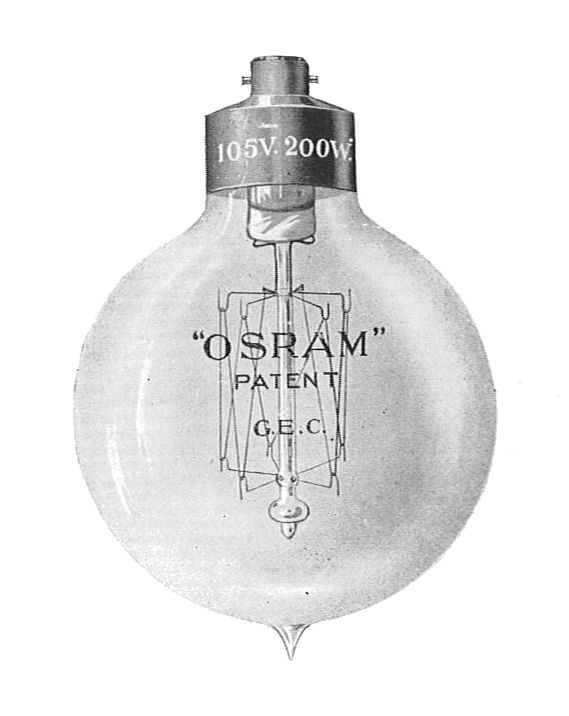
Un bec din 1910 produs de Osram

Osram  este unul dintre cei doi cei mai mari producători de obiecte de iluminat din lume. Compania a fost fondată în 1906 și este o divizie a Siemens AG. Numele său este derivat din denumirile elementelor chimice Osmiu și Wolfram, deoarece aceste elemente erau utilizate în mod obișnuit la filamentele de iluminat în momentul în care compania a fost înființată.
Osram GmbH este o corporație multinațională cu sediul în München (Germania) și are fabrici în Germania, România, Franța, Letonia, Slovacia, Republica Populară Chineză, Indonezia și Argentina. Compania are mai mult de 43.500 de oameni angajați în întreaga lume. Vânzările în toată lumea, în anul fiscal 2008 au totalizat 4,6 miliarde €.

## Osram Sylvania
Compania din America de Nord este Osram Sylvania, cu sediul în Danvers, statul  Massachusetts. Osram Sylvania vinde produse în Statele Unite, Teritoriile Statelor Unite ale Americii, Canada și Mexic sub numele de marcă Sylvania.